# خانه اسدالله بهرامی
خانه اسدالله بهرامی مربوط به دوره پهلوی اول است و در رفسنجان، شریعتی، کوچه بهرامی واقع شده و این اثر در تاریخ ۲۴ اسفند ۱۳۸۳ با شمارهٔ ثبت ۱۱۶۱۲ به‌عنوان یکی از آثار ملی ایران به ثبت رسیده است.